# 鲁夫雷勒
鲁夫雷勒（法語：Rouvrel，法語發音：[ʁuvʁɛl]）是法国上法蘭西大區索姆省的一个市镇，位于该省南部，属于蒙迪迪耶区。

## 地理
鲁夫雷勒（49°46'15"N, 2°24'44"E）面积7.16 平方千米，位于法国上法蘭西大區索姆省，该省份为法国北部沿海省份，北起加来海峡省和北部省，西接滨海塞纳省和大西洋英吉利海峡，南至瓦兹省，东临埃纳省。
与鲁夫雷勒接壤的市镇（或旧市镇、城区）包括：努瓦河畔阿伊、多马坦、阿耶、马伊赖讷瓦尔、莫勒伊、莫里塞勒、勒米安库尔。

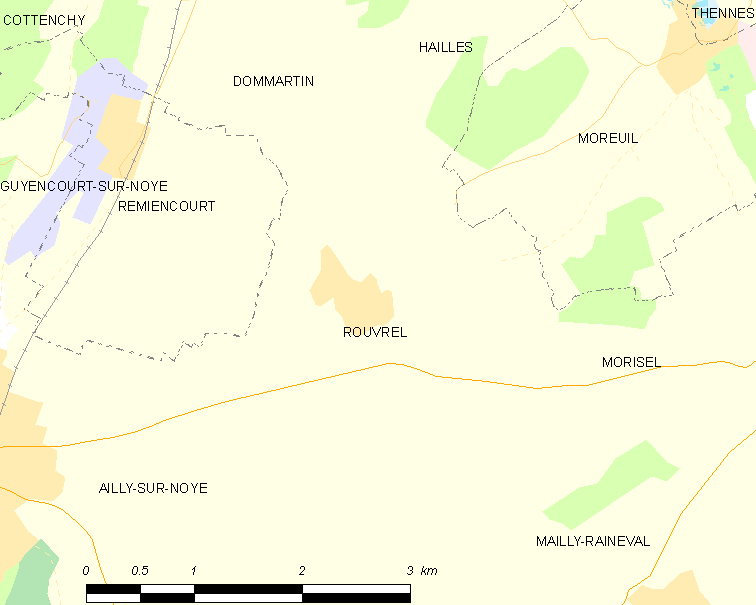
鲁夫雷勒的OSM定位图

鲁夫雷勒的时区为UTC+01:00、UTC+02:00（夏令时）。

## 行政
鲁夫雷勒的邮政编码为80250，INSEE市镇编码为80681。

## 政治
鲁夫雷勒所属的省级选区为努瓦河畔阿伊县。

## 人口

1962-2008年间鲁夫雷勒人口变化图示

鲁夫雷勒于2022年1月1日时的人口数量为303人。